# John G. Cowell
Pour les articles homonymes, voir Cowell.
John G. Cowell (18 septembre 1785 - 18 avril 1814) était un officier de la marine américaine (United States Navy) pendant la guerre de 1812.

## Biographie
Né à Marblehead, dans le Massachusetts, Cowell entre dans la marine en tant que capitaine le 21 janvier 1809. En tant que lieutenant suppléant, Cowell est gravement blessé, perdant une jambe, lors de l'affrontement du 28 mars 1814 entre l'USS Essex, le HMS Phoebe et le HMS Cherub au large de Valparaíso, au Chili. Refusant d'être transporté en bas, Cowell a encouragé ses compagnons jusqu'à la fin de l'action. Il a été transporté sur le rivage et a fait preuve d'une telle bravoure et d'un tel courage dans des conditions très pénibles jusqu'à sa mort, le 18 avril, que les habitants de Valparaíso l'ont honoré en l'enterrant dans leur église principale, un honneur tout à fait inhabituel pour un étranger.

## Hommage
Deux destroyers de la marine américaine (US Navy) ont été baptisé USS Cowell en son honneur.

## Source
- (en) Cet article est partiellement ou en totalité issu de l’article de Wikipédia en anglais intitulé « John G. Cowell » (voir la liste des auteurs).